# Burdinjaun
Burdinjaun es el protagonista de una serie de cómics que comienza a publicarse en 1987 como suplemento dominical del diario La Gaceta del Norte, de Bilbao. Se trata de un superhéroe vasco que combate la injusticia en un siglo XXI alternativo, en el que el País Vasco se ha transformado en Euskopolis, una gigantesca y violenta ciudad-Estado gobernada por el tiránico Gran Dakari.

## Temática y estilo
En el primer editorial de la publicación se hace una reivindicación del relato de superhéroes, justificando la adaptación del formato de comicbook americano a la realidad vasca de finales de los años ochenta del siglo XX. Las tensiones de la  época (la Transición tras la caída del franquismo, el golpismo del 23-F, las aspiraciones nacionalistas vascas, el terrorismo de ETA y los GAL, el movimiento antinuclear, la conflictiva reconversión de la industria pesada vasca) quedan reflejadas en un (todavía) futuro siglo XXI. En el tebeo, el País Vasco se ha convertido en una única y caótica ciudad hipertecnificada (cuya denominación es variable, a veces Gran Bilbao y otras Euskopolis). Consecuentemente, el tono de las historias estaba más cerca de la violencia sardónica (y entonces reciente) del cómic Batman: El regreso del señor de la noche de Frank Miller, que de las festivas peripecias del Spider-Man clásico, con una más que evidente referencia visual al Los Ángeles del film  Blade Runner.

## Personajes
Burdinjaun recrea una galería de protagonistas y personajes secundarios numerosa y llamativa, que incluye héroes, heroínas y villanos en la más clásica tradición del cómic de superhérores:
- Burdinjaun, el Señor de Hierro: es un héroe de una fuerza descomunal y una extraordinaria invulnerabilidad. En su lucha contra el mal utiliza sofisticados gadgets como una cesta punta (guante/raqueta usado en una modalidad del deporte de pelota vasca) retráctil que dispara bolas de acero o unas abarcas adherentes (calzado tradicional vasco), para ascensos en vertical por los rascacielos de Euskopolis. Aunque en los episodios publicados no se escenifica el origen de sus poderes, las diversas editoriales adelantan que fue sindicalista y pelotari, antes de sufrir un atentado en el corazón de la fundición de Altos Hornos. La exposición a los elementos químicos y radiaciones lo convierten en un hombre de carne y hierro. En sus aventuras contra mutantes y supercriminales, el justiciero termina enfrentándose a la Legezaintza, policía política del Gran Dakari, tirano que gobierna Euskopolis.
- Gran Dakari: gobernante absolutista que rige los destinos de Euskopolis a través del terrorismo de Estado. A lo largo de las historietas se perfila como el enemigo final de Burdinjaun. Es quien ordena la detención y tortura del héroe. Físicamente grotesco, recuerda a una mezcla entre Kingpin y M.O.D.O.K., carismáticos archivillanos de la factoría Marvel Comics.
- Profesor Kerman Bilbao: científico que actúa como mentor de Burdinjaun y proveedor del sofisticado armamento tecnológico que emplea. Ejemplo del científico establecido por el doctor Zarkov en el Flash Gordon de Alex Raymond.
- Beltza: brutal jefe de la Legezaintza, el cuerpo de policías garantes de la ley y el orden en el régimen del Gran Dakari. Se trata de dos hermanos siameses que comparten cuerpo y extremidades inferiores (como el líder rebelde en la película Desafío total, de Verhoeven, película posterior a la publicación de Burdinjaun). Sendos cascos cableados entre sí permiten al cerebro del hermano más inteligente y sádico tomar el control del cuerpo de ambos.
- Dama del Amboto: una bella hechicera calva, vestida con un corpiño pastoril y ajustadas mallas superheróicas, que cuenta con los poderes mágicos de Ama Lur, la Madre Tierra, a partir de los cuales gobierna los elementos de la naturaleza (crea tornados con el viento y tormentas, se mantiene flotando en el aire, etc.). Su nombre es una de las denominaciones de Mari, una deidad muy relevante en las leyendas rurales vascas, que habita una cueva en la cumbre del monte Amboto.
- El Capitán Rioja: líder de una banda terrorista (Acción Riojana de Liberación) que lucha por la independencia de La Rioja, cuyo territorio ha sido anexionado por la fuerza al Estado vasco. El personaje es presentado gráficamente como un Robín de los Bosques enmascarado, con reminiscencias del príncipe Barin de la serie original de Flash Gordon. Usa una especie de ballesta automática de repetición, y es un enemigo declarado del Gran Dakari en particular y de todos los vascos en general.

- Gargantúa: es un gigante demente que devora seres humanos a mordiscos. Nace cuando un chupinazo festivo que “contiene un fulminante biológico inestable” impacta accidentalmente sobre un personaje anónimo y el tobogán Gargantúa de la Semana Grande de Bilbao (Aste Nagusia) donde está sentado. Este último existe en la realidad, y se trata de un enorme muñeco en forma de aldeano tragón por cuyo interior discurre un tobogán. Así, el gigante simula tragar y defecar a los niños que se deslizan por él. En el cómic la fusión biológica entre hombre y muñeco genera un primitivo caníbal de enormes proporciones que siembra el pánico entre la población. Es el equivalente a Hulk en las historietas de la saga Marvel, aunque tocado por una txapela y con instintos depredadores y homicidas.
- La Cosa de la Ría: un humanoide anfibio de tamaño gigantesco que orina un chorro ácido que corroe hasta el metal. Tuvo una serie propia en la revista La Ría del Ocio, continuada por Álex de la Iglesia en solitario.
- Ultraecologistas Mutantes: dos activistas antinucleares sabotean una Central Atómica ubicada en plena Gran Vía bilbaína con el fin de desprestigiarla, pero la fuga radioactiva termina convirtiéndolos en dos peligroso mutantes. Uno de ellos es una antorcha humana que vuela y lanza proyectiles de fuego (como Johnny Storm en los tebeos y películas de Los Cuatro Fantásticos); el otro se transforma en un voraz agujero negro que absorbe la energía de todo lo que le circunda, incluida la vida humana. En su demencia, usan sus nuevos poderes para destruir el centro financiero de la ciudad.

## Autores y proceso creativo
Cada número de Burdinjaun aparece encabezado por el logo del colectivo de los historietistas, Producciones No. Dicha identidad corporativa hace referencia a la  consolidación del grupo en torno a una publicación que autoeditaban bajo el nombre de No, El Fanzine Maldito,  dedicado al cómic, al cine y a la filosofía. Durante su última etapa, el diario La Gaceta del Norte acoge entre sus páginas de ocio al núcleo creativo del Fanzine No, coordinado en esta ocasión con acierto por Javier Ruiz, uno de los responsables de Trokola. Fruto de este nuevo trabajo surgirá como plato fuerte del suplemento dominical, Burdinjaun, El Señor del Hierro.
Para el desarrollo de Burdinjaun, se estableció un sistema de producción similar al de las grandes editoras de superhéroes norteamericanas (DC Comics, Marvel Comics), con un desglose del trabajo artístico en fases sucesivas para crear un “montaje en cadena”. Según una entrevista a los creadores, aparecida en el periódico Deia, el proceso creativo se resumía así: “Dependiendo de las circunstancias, el proceso comienza con la labor del guionista, Joaquín Ágreda, que elabora el guion de la aventura y se lo entrega a Pedro Hilario, el dibujante habitual. Entre ambos discuten la planificación y, una vez que se llega a la versión definitiva, Pedro la dibuja a lápiz. Mientras, Joaquín comienza a trabajar en el próximo guion. El acabado de las viñetas se realiza simultáneamente entre Biaffra y Álex. Biaffra se encarga de colocar y escribir los bocadillos con los textos, así como de rotular los títulos y las onomatopeyas, y Álex entinta las páginas. Al mismo tiempo, Pedro dibuja a lápiz la próxima aventura. Mediante este sistema, además de acelerarse el proceso, cada uno revisa y corrige al anterior, de manera que el producto final se enriquece”. Una desaparecida web sobre el personaje, aparentemente “oficial”, definía así los roles de los integrantes del equipo:
- “Producción y comercialización: Javier Ruiz San Miguel. Encargado de vender lo invendible y de que al menos el día anterior a entrar en máquinas hubiera una idea aproximada de que se iba a hacer.
- Guion: Joaquín Ágreda.[4] Conocido como “Voluntad de poder”, su disciplina y creatividad literarias conseguían poner orden en el caos de ideas y conceptos generales.
- Dibujo: Pedro Uruñuela.[5]  De aspiraciones clásicas, intentaba imitar a los grandes, esperando que algo quedara en el papel. Algo se ve.
- Entintado: Álex de la Iglesia.[6] Anticipándose a su futuro de director cinematográfico, Alex siempre tenía el “final cut” en sus manos con un potente y enérgico entintado .[7]
- Rotulación: Arturo García- “Biaffra”:[8] Aunque compartía labores de dibujo, su perfeccionismo y lo limitado del tiempo humano, aconsejaban reorientar su preciosismo al arte de la rotulación” .[9]
- Otros colaborados esporádicos incluidos en los créditos de algunos episodios son: Luis Alberto de Cuenca (aportando un breve “elogio de los superhéroes marvelianos”), Iñigo Rotaetxe (autor de varios “diseños originales” de tecnología futurista), Jesús Villacorta (“auxiliar de recorte”) o Abel Las Hayas (“ayudante”).

## Historia de la publicación
El equipo responsable de Burdinjaun había iniciado su andadura periodística ocupando 6 de las 40 páginas que tenía el suplemento semanal de La Gaceta del Norte (extinto periódico de larga tradición en el País Vasco, cuya última etapa antes de desaparecer coincide con el periodo de publicación de Burdinjaun). Dicha sección, editada en color, se llamó La Vaca Multicolor y estaba orientada al público infantil, con tiras cómicas como Antton (por Jon Doe) o Martín el Marciano (por Joaquín Ágreda), críticas de cine y televisión, pasatiempos y manualidades, etc. La última página la ocupaba un tebeo por entregas, El asunto Castafiore (de Álex de la Iglesia). Sin embargo, en 1987, cuando se reducen las páginas del suplemento a 16 en total, los artífices de la sección infantil ocupan el 50% del semanario con el personaje de Burdinjaun, empleando en exclusiva la portada a color, la primera página (“Club BurdinJaun”, con un editorial dedicado al personaje y cartas de los lectores) y seis páginas de narración gráfica: la serialización de las aventuras del Señor de Hierro en blanco y negro, así como la continuación de El asunto Castafiore en las dos únicas páginas interiores que se publican a todo color.
Se editaron de esta forma al menos ocho números con los títulos siguientes:
- La noche del Gargantúa
- Carta blanca para Beltza
- Kontuz! Gran Vía Zona Radioactiva
- Lagundu, Ambotoko damea!
- Detenido y torturado parte I
- Detenido y torturado parte II
- Temblad, vascos… ¡Llega el Capitán Rioja!
- El reposo del guerrero

La continuidad de la serie quedó definitivamente interrumpida con el cierre del periódico en el que se publicaba, pese a que se anunció un complejo y dilatado arco argumental (Bilbao, cruce de destinos) con un tráiler de cuatro páginas que editaba un sinfín de escenas a desarrollar en un futuro y varias páginas de bocetos de los personajes que iban a mostrarse de manera inminente (Robofop, Txikitero, Aitor Mendibil, Amona, la Secta Arcana, Edurne la Loba Blanca, los Otsoak). Existen evidencias de que los autores intentaron publicar esas historias en otros medios, aunque al parecer, sin resultados. En una entrevista, Álex de la Iglesia indica que "Gallardo le pasó las tiras de Burdinjaun a Bereguer, el editor de El Víbora, pero en aquella época, ya te digo, la escuela Marvel estaba totalmente desprestigiada y no les interesó un pito". .

## Curiosidades
Burdinjaun tuvo un fugaz cameo cinematográfico en la película Acción mutante (1993): su imagen estaba impresa en un paquete de Tripis, marca de alucinógenos infantiles que aparecía anunciada en un falso spot durante la película.